# Carcelia excisa
Carcelia excisa är en tvåvingeart som först beskrevs av Fallen 1820.  Carcelia excisa ingår i släktet Carcelia och familjen parasitflugor. Inga underarter finns listade i Catalogue of Life.